# Ujué
Ujué település Spanyolországban, Navarra autonóm közösségben. Ujué Murillo El Fruto, Santacara, Pitillas, Beire, San Martín de Unx, Lerga, Eslava és Gallipienzo-Galipentzu községekkel határos. Lakosainak száma 172 fő (2024).

## Népesség
A település népessége az elmúlt években az alábbi módon változott:
| Lakosok száma | 233  | 237  | 225  | 222  | 212  | 198  | 178  | 182  | 175  | 172  |
|               | 2001 | 2004 | 2006 | 2009 | 2011 | 2014 | 2016 | 2019 | 2021 | 2024 |